# Xperia 1 III
Xperia 1 III（エクスペリア ワン マークスリー）は、ソニーが製造するスマートフォンである。ソニーのXperiaシリーズのひとつで、コンパクトなフラグシップモデルXperia 5 III、ミドルレンジモデルXperia 10 IIIとともに、2021年4月14日にXperia Product Announcement YouTube Premiereで発表された。Xperia 1 IIIは、前モデルの驚異的なAFスピードに加え、最大105mmの新光学系と4K HDR 10bit OLED 120Hzリフレッシュレートディスプレイを搭載している。

## 設計
前作のXperia 1 IIのデザインを踏襲し、マットなフレームとわずかに小さくなったベゼルを採用している。前面にはコーニングのGorilla Glass Victus、背面にはGorilla Glass 6を採用し、つや消しガラス加工を施しているほか、IP65およびIP68の防水認証を取得している。ビルドは、上部と下部に対称的な2つのベゼルがあり、前面のデュアルステレオスピーカーとフロントカメラが配置されている。左側面には、SIMカードトレイとmicroSDカードスロットが、右側面には、電源ボタンに埋め込まれた指紋認証リーダー、音量キー、カスタマイズ可能な（海外のみ）ショートカットキー、エンボス加工が施されたシャッターキーが配置されている。背面のカメラは、先代モデルと同様に縦長の帯状に配置されている。カラーバリエーションは3色（フロストブラック、フロストグレー、フロストパープル）で展開される。

## 仕様

### ハードウェア
Xperia 1 IIIは、SoCにクアルコムのSnapdragon 888、GPUにAdreno 660を搭載し、12GBのRAM、256GBのストレージスペース（microSDカードスロットで最大1TBまで拡張可能）、地域によってはシングル／デュアルハイブリッドのnano-SIMカードスロットを伴っている。本機は、スマートフォンでは世界初となる21:9、4K HDR 10-bit 120Hzの有機ELディスプレイを搭載している。4500mAhのバッテリーを搭載し、30Wの急速充電に加え、逆方向のワイヤレス充電に対応したQiワイヤレス充電にも対応している。前面には360 Reality Audio対応のデュアルステレオスピーカーを搭載しており、従来機種と比較して音量が40％向上したとしている。また、上部には前モデルと同様に3.5mmオーディオジャックを搭載している。

### カメラ
本機は、背面に12MPのトリプルカメラと3D iToFセンサーを搭載し、前面には8MPのカメラを搭載している。背面カメラは、メインレンズ（24mm F1.7）、超広角レンズ（16mm F2.3）、70mmと105mmの間で切り替え可能な世界初の可変ペリスコープ望遠レンズで構成されており、これらすべてにツァイスのT✻（ティースター）反射防止コーティングが採用されている。デジタルズームは、ソニーが「AI超解像ズーム」と呼ぶ新アルゴリズムの採用により、Xperia 1 IIおよび5 IIの200mmから300mm相当に向上している。また、先代モデルと同様に、最大120FPSの4K動画撮影と最大120FPSの2K動画撮影に対応している。ソニーは「リアルタイムトラッキング」を導入し、ユーザーが被写体をタップすると、重要なものへのフォーカスを失うことなく、携帯電話が継続的にそれを追跡することができる。

### ソフトウェア
Xperia 1 IIIは、Android 11を搭載している。また、前モデルと同様に、ソニーのカメラ部門α（アルファ）が開発した「フォトプロ」モードと、ソニーの映画撮影部門CineAltaが開発した「シネマプロ」モードを搭載している。なおXperia 1 II では標準カメラアプリが用意されていたが、Xperia 1 IIIでは「フォトプロ」のベーシックモードに統合される形になった。

## カラー
| 色 | 名前             |
| -- | ---------------- |
|    | フロストグレー   |
|    | フロストパープル |
|    | フロストブラック |
|    | フロストグリーン |

## 反応
Xperia 1 IIIは、これまでのスマートフォンにはなかった新しいカメラ機能を搭載していることから、Engadgetは「写真オタクへのラブレター」と表現するなど、ファンや報道関係者から高い評価を得ている。